# Kastanjenötväcka
Kastanjenötväcka (Sitta castanea) är en tätting i familjen nötväckor som huvudsakligen förekommer i Indien. Tidigare inkluderade den även kanelnötväckan (S. cinnamoventris).

## Kännetecken

### Utseende
Kastanjenötväckan är en liten till medelstor (12,5 cm) nötväcka med kort och tunn näbb. Den har det för många nötväckearter typiska utseendet med blågrå ovansida och brett svart ögonstreck som bildar en tunn mask. Hjässan är tydligt ljusare än manteln och båda könen har bleka spetsar på undre stjärttäckarna. Hanen har djupt kastanjefärgad undersida och vit kind, honan mer kanelbrun under men med mer kontrasterande vit kind än andra arter.

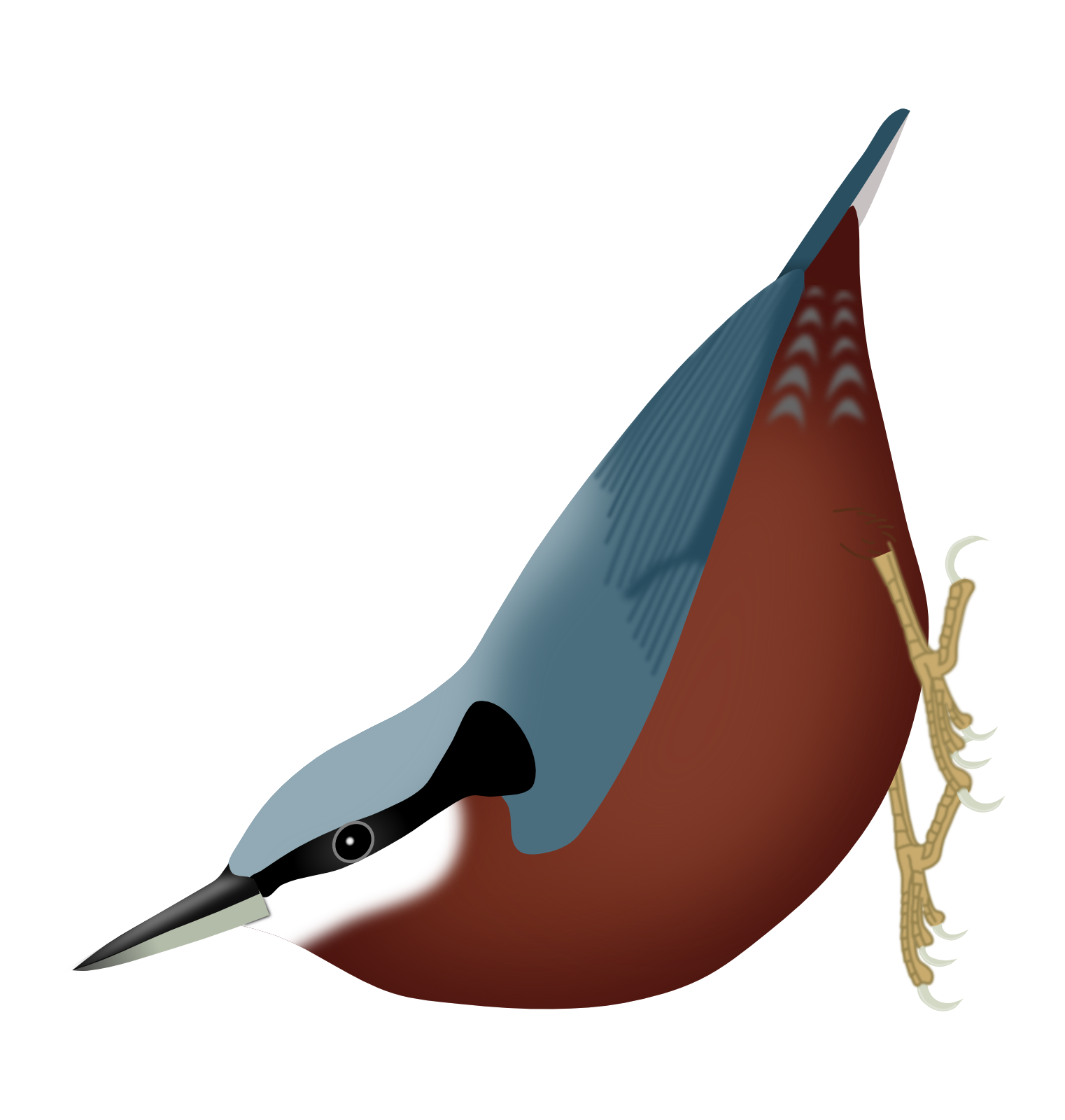

Arten är mycket lik kanelnötväckan (S. cinnamoventris) och tidigare behandlades de som samma art. Kanelnötväckan är dock större med längre och kraftigare näbb samt har mindre kontrast mellan hjässa och mantel, något ljusare undersida och skifferfärgade undre stjärttäckare med breda vita subterminala band och kastanjefärgade spetsar istället för kastanjefärgade med grå mitt.

### Läte
Sången är en högljudd, mjuk och snabb drill, rak eller något fallande på slutet.

## Utbredning och systematik
Kastanjenötväckan förekommer i bergsutlöpare i norra och centrala Indien (västra Ghats). Den behandlas som monotypisk, det vill säga att den inte delas in i några underarter.
Tidigare fördes även burmanötväcka (S. neglecta) och kanelnötväcka (S. cinnamoventris) till kastanjenötväcka. De skiljer sig dock åt i utseende, genetik, läten och parapatrisk utbredning.

## Levnadssätt
Kastanjenötväckan förekommer i lövskog, lundar nära bebyggelse, alléer och ibland trädgårdar. Den lever av insekter och spindlar, men även frön och nötter. Fågeln ses enstaka, men oftare i par eller lösa familjegrupper. Den häckar från februari till maj i norr (de flesta ägg läggs i mars), i söder april till september (Andhra Pradesh). Arten är en stannfågel.

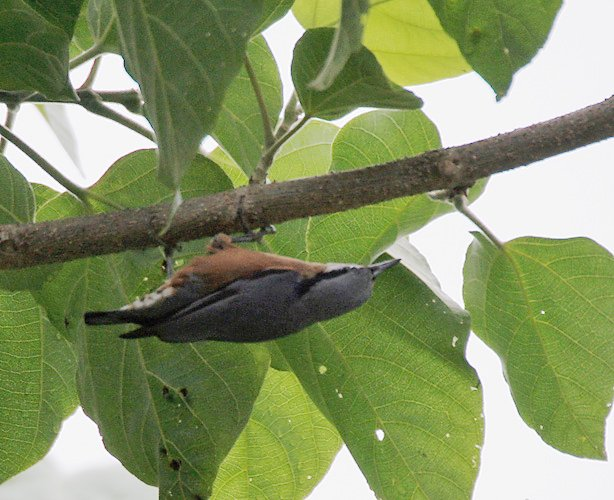

## Status och hot
Artens populationstrend är okänd, men utbredningsområdet är relativt stort. Internationella naturvårdsunionen IUCN anser inte att den är hotad och placerar den därför i kategorin livskraftig. Världspopulationen har inte uppskattats, men den beskrivs som vanlig, dock rätt lokalt förekommande.